# Autolytus neapolitanus
Autolytus neapolitanus är en ringmaskart som beskrevs av Cognetti 1953. Autolytus neapolitanus ingår i släktet Autolytus och familjen Syllidae. Inga underarter finns listade i Catalogue of Life.